# Stazione di Kawakado
La stazione di Kawakado (川角駅?, Kakakado-eki) è una stazione ferroviaria della cittadina di Moroyama, nella prefettura di Saitama in Giappone, ed è servita dalla linea Tōbu Ogose, diramazione della linea Tōbu Tōjō delle Ferrovie Tōbu.

## Linee
Ferrovie Tōbu
● Linea Tōbu Ogose

## Struttura
La stazione è dotata di due marciapiedi laterali con due binari passanti in superficie.
| 1 | ● Linea Tōbu Ogose | per Ogose  |
| 2 | ● Linea Tōbu Ogose | per Sakado |

## Stazioni adiacenti
| «           | Servizio    | »            |
| Linea Ogose | Linea Ogose | Linea Ogose  |
| ----------- | ----------- | ------------ |
| Nishi-Ōya   | Locale      | Bushū-Nagase |